# 2007年撐傘撐2012普選大遊行
2007年撐傘撐2012普選大遊行，又名2007年撐普選大遊行，是香港人于2007年10月7日進行的一次爭取創造2012年雙普選的大游行。

## 撐傘活動 砌2012
香港泛民主派早在2007年9月發動，在10月7日下午一時在維園舉行。主辦者免費供應方形雨傘給參與人士，共派出5千把傘，在銅鑼灣維多利亞公園硬地足球場砌出「2012」字樣，以砌出香港民主派願望——要求在2012年落實雙普選，並表現祝福陳方安生在2007年香港立法會港島選區補選順利當選。

## 主題
創世界紀錄，撐2012普選

## 遊行
撐傘活動過後，在下午三時進行遊行示威，由維園至中環的政府總部大樓。

## 恤髮事件
陳方安生在遊行中途於銅鑼灣離隊，並恤髮，結果引發何來參與2007年香港立法會港島選區補選。 